# Polypedilum harteni
Polypedilum harteni är en tvåvingeart som beskrevs av Andersen och Mendes 2010. Polypedilum harteni ingår i släktet Polypedilum och familjen fjädermyggor. Inga underarter finns listade i Catalogue of Life.